# Taleporia triangularis
Taleporia triangularis är en fjärilsart som beskrevs av Alfred Philpott 1930. Taleporia triangularis ingår i släktet Taleporia och familjen säckspinnare. Inga underarter finns listade i Catalogue of Life.